# Садигов, Рашад Абульфаз оглы
Раша́д Абульфа́з оглы́ Сади́гов (азерб. Rəşad Əbülfəz oğlu Sadiqov; 8 октября 1983, деревня Йенгиджя, Шарурский район, Нахичеванская АССР) — азербайджанский футболист, полузащитник клуба «Кешля». Выступал в национальной сборной Азербайджана.

## Биография
Рашад Садигов родился в деревне Йенгиджя Шарурского района Нахичеванской АССР. Затем вместе с семьёй переехал в Баку. В футбол начал играть в возрасте 8 лет в детской футбольной школе бакинского посёлка Бузовна. Первым тренером был Ильхам Гурбанов.

## Клубная карьера
Игрок футбольного клуба «Нефтчи» Баку. Выступал также за клубы азербайджанской премьер-лиги «Шафа» Баку, «Карабах» Агдам и ЦСКА Баку.
В июле 2019 года вошёл в тренерский штаб клуба «Кешля», где главным тренером является Тарлан Ахмедов.

## Сборная Азербайджана
Дебют в составе национальной сборной состоялся 12 апреля 2006 года в Баку, во время товарищеского матча со сборной Турции. Защищал также цвета молодёжной (U-21) и юношеских (U-19 и U-17) сборных Азербайджана.

## Достижения
- Чемпион Азербайджана 2003/04, 2012/13 («Нефтчи»)
- Серебряный призёр чемпионата Азербайджана 2006/07 («Нефтчи»)
- Бронзовый призёр чемпионата Азербайджана 2005/06, 2007/08 («Нефтчи»)
- Обладатель Кубка Азербайджана 2003/04 («Нефтчи»), 2008/09 («Карабах»[2]), 2012/13
- Победитель Кубка Содружества 2006 и финалист 2005 (в составе «Нефтчи»)

## Личная жизнь
У Рашада был брат Сабухи, который также занимался футболом, играя за клубы «Карабах», «Шафа», «Нефтчи», «Олимпик», «Генчербирлиги» и «Бакылы». Сабухи умер в возрасте 29 лет из-за болезни сердца, и по случаю кончины брата Рашад попросил не включать его в заявку на игру против «Брюгге» в рамках Лиги Европы.